# Валуйський повіт
Валуйський повіт — адміністративно-територіальна одиниця Московського царства, Російської імперії та РРФСР. Повіт входив до складу Білгородської губернії (1727–1779), Воронізького намісництва (1779–1796) й Воронізької губернії (1796–1928). Повітове місто — Валуйки.

## Географія
У складі Білгородської губернії повіт розташовувався на південному сході губернії; у Воронізькій губернії займав південно-західну частину. Площа повіту становила в 1897 році 4074,8 верст² (4637,5 км²), в 1926 році — 5717 км².

## Історія
Валуйський повіт відомий за писарським описами як адміністративно-територіальна одиниця Москощини з XVII сторіччя . До Валуйському повіту відносилися найближчі поселення до Валуйок, одного з великих міст-фортець Білгородської лінії. Валуйський повіт було скасовано як адміністративно-територіальна одиниця у 1708-1715 роках в ході обласної реформи Петра I, Валуйки увійшли до складу Азовської губернії.
У 1719 році губернії були поділені на провінції, Валуйки були приписані до Білгородської провінції Київської губернії.
У 1727 році зі складу Київської губернії була виділена Білгородська губернія, що складається з Білгородської, Орловської й Севської провінцій. Валуйський повіт було відновлено у складі Білгородської провінції Білгородської губернії.
У 1779 році в результаті губернської реформи Катерини II Білгородська губернія була скасована. Валуйський повіт, увійшов до складу Воронізької губернії, перетвореної відповідно до указу від 25 вересня 1779 року на Воронізьке намісництво. До повіту були приєднані території Куп'янського й Сватолуцького комісарства.
У 1796 році Воронізьке намісництво було скасоване й відновлено Воронізьку губернію. Валуйський повіт залишився у складі Воронізької губернії, але через скасуванням низки повітів його межі були переглянуті.
У 1802 році через черговий перегляд адміністративно-територіального поділу були змінені межі Валуйського повіту. C 1802 по 1923 рік Валуйський повіт існував без значних територіальних змін.
У 1918 — 1928 роках склад й назви волостей й сільських рад, що входили у повіт, неодноразово переглядався.
12 лютого 1923 року до Валуйського повіту були передані Веселовська (пізніше Успенська), Волоконовська, Ливенська, Палатовська, Староівановська волості скасованого Олексіївського повіту.
У 1928 році Воронізька губернія та її повіти були скасовані. Територія Воронізької губернії увійшла до складу Центрально-Чорноземної області, що послідовно ділилася на округи й райони. Територія колишнього Валуйського повіту увійшла до Острогозької округи, що була поділена на 16 районів. У числі інших було створено Валуйский район.

## Населення
За даними перепису 1897 року у повіті мешкало 118113 людей. У тому числі українців — 51,1 %, росіян — 48,6 %. У Валуйках мешкало 6698 людей.
За підсумками всесоюзного перепису населення 1926 року населення повіту склало 291503 осіб, з них міське (місто Валуйки) — 10 243 осіб.

## Адміністративний поділ
У 1913 році в повіті було 17 волостей:
| - Олександрівська, - Велико-Липяговська, - Борисовська, - Білоколодязька, - Вейделовська, - Двулученська, - Козацька, - Казинська, - Краснянська, - Малакеєвська, | - Насоновська, - Микитівська, - Миколаївська, - Ново-Олександрівська, - Погромська, - Троїцька, - Уразовська. |